# Elis Barkstedt
Elis Ragnar Barkstedt, född 2 september 1888 i Vänersborg, död 1960, var en svensk konstnär.
Han var son till bankkamreren Gottfrid Barkstedt och Regina Charlotta Fredriksson. Barkstedt var som konstnär autodidakt. Separat ställde han ut på ett åttiotal olika platser i Sverige samt i Köpenhamn och han medverkade i ett stort antal samlingsutställningar. 
Han tillbringade sin ungdomstid i kretsen kring Birger Sjöberg och i Sjöbergs roman Kvartetten som sprängdes har Barkstedt fått stå som förebild till konstnären Renard. Hans konst består av stora målningar med varierande djurmotiv som älgar, rävar, ugglor och andra fåglar ibland i vintermiljö. Barkstedt är representerad vid bland annat Vänersborgs museum.